# Código Procesal Penal de Honduras de 1999
Código Procesal Penal de Honduras Es el que actualmente se utiliza por los administradores de justicia de la república de Honduras.
El Código Procesal Penal, vigente fue aprobado mediante Decreto n.º 9-99-E emitido por el Poder Legislativo de Honduras en fecha 19 de diciembre de 1999 y publicado en el Diario oficial La Gaceta (Honduras) n.º 29,176 de fecha sábado 20 de mayo de 2000. El nuevo código entró en vigor en fecha 20 de febrero de 2002, derogando totalmente el Código Procesal Penal de Honduras de 1985 emitido el 24 de octubre de 1984. Por consiguiente, los Tribunales de Honduras, conocerían de los nuevos trámites procesales en materia penal y enfocados a la realización de los juicios orales y públicos establecidos en este nuevo código.

## Contenido del Código
- Libro Primero: DISPOSICIONES GENERALES
  - Título I: PRINCIPIOS BÁSICOS
  - Título II: DE LAS ACCIONES PENALES Y CIVILES
  - Título III: DE LOS SUJETOS PROCESALES
  - Título IV: DE LOS ACTOS PROCESALES
  - Título V: DE LA NULIDAD
  - Título VI: DE LAS MEDIDAS CAUTELARES
  - Título VII: DE LOS MEDIOS DE PRUEBA
- Libro Segundo: DEL PROCEDIMIENTO ORDINARIO
  - Título I: DISPOSICIONES COMUNES AL PROCEDIMIENTO ORDINARIO
  - Título II: DE LA ETAPA PREPARATORIA
  - Título III: DE LA ETAPA INTERMEDIA
  - Título IV: DEL JUICIO ORAL Y PÚBLICO
- Libro Tercero: DE LOS RECURSOS
  - Título I: REGLAS COMUNES A TODOS LOS RECURSOS
  - Título II: DE LOS RECURSOS
  - Título III: DE LA REVISIÓN
- Libro Cuarto: DE LA VIGILANCIA Y CONTROL DE LA EJECUCIÓN DE LAS PENAS Y DE LAS MEDIDAS DE SEGURIDAD
  - Título Único: DE LA VIGILANCIA Y CONTROL
- Libro Quinto: DE LOS PROCEDIMIENTOS ESPECIALES
  - Título Único: DE LOS PROCEDIMIENTOS ESPECIALES[1]

## Enlace web
- Texto del Código Procesal Penal de Honduras (en PDF)

- Datos: Q5796718